# Emmy Rossum
Emmy Rossum   (Nova York, 12 de setembre de 1986) és una actriu, cantant i compositora nord-americana. És coneguda sobretot per la seva interpretació de Fiona Gallagher a la sèrie de televisió Shameless (2011-2019). Des de mitjan dècada de 2010, també ha dirigit i produït productes de televisió, inclosa la sèrie Peacock de 2022 Angelyne, que també protagonitza.
Nascuda i criada a la ciutat de Nova York, va començar a actuar professionalment de petita a la Metropolitan Opera. Els primers papers a la pantalla inclouen Genius (1999), Songcatcher (2000), Passionada (2002) i Nola (2003). A setze anys, va ser seleccionada per al seu paper innovador a Mystic River (2003). Rossum va protagonitzar la pel·lícula de ciència-ficció de 2004 The Day After Tomorrow, i també va rebre elogis de la crítica per la seva actuació en el paper principal de Christine Daaé a l'adaptació cinematogràfica de The Phantom of the Opera (2004). També és coneguda per actuar a les pel·lícules Poseidon (2006), Dragonball: Evolution (2009), Inside (2011), Beautiful Creatures (2013), Comet (2014), You're Not You (2014) i Cold Pursuit (2019).
El 2007, Rossum va llançar el seu àlbum de debut, Inside Out. També va publicar un EP de Nadal el mateix any, titulat Carol of the Bells. El 2013, va llançar un àlbum de seguiment anomenat Sentimental Journey.